# Маккензи, Томасин
Томасин Харкорт Маккензи (англ. Thomasin Harcourt McKenzie, род. 26 июля 2000 года, Веллингтон) — новозеландская актриса, получившая мировое признание после выхода на экраны драмы «Не оставляй следов».

## Ранняя жизнь

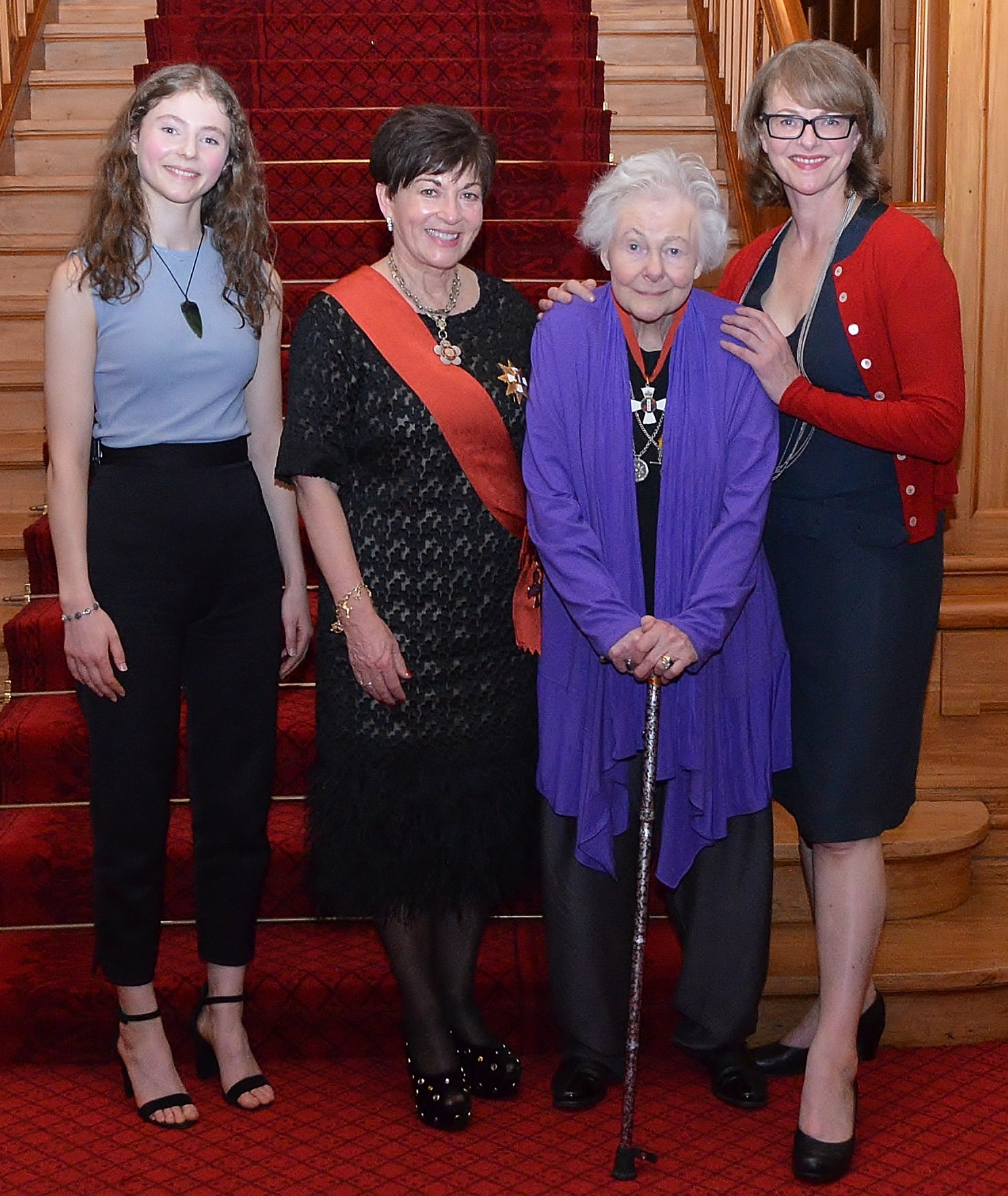
(слева-направо) Томасин Маккензи, Пэтси Редди, Кейт Харкорт (бабушка) и Миранда Харкорт (мать)

Маккензи родилась 26 июня 2000 года в городе Веллингтон, Новая Зеландия. В семье актрисы Миранды Харкорт и режиссёра Стюарта Маккензи. Её бабушка по материнской линии актриса — Кейт Харкорт и дедушка актер Питер Харкорт. Семья её деда основала компанию занимающиеся недвижимостью Harcourts International. У актрисы также имеется старший брат — Питер и младшая сестра — Давида, которые также являются актёрами. В 2018 году Маккензи получила среднее образование в колледже Сэмюэля Марсдена в своём родном городе.

## Карьера

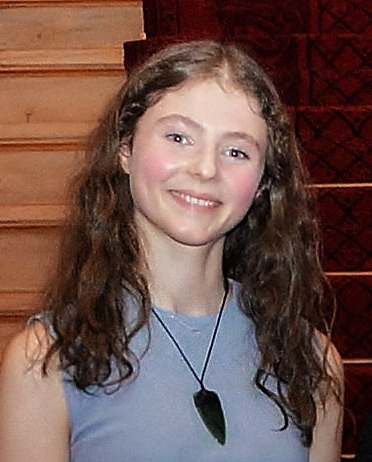
Маккензи в 2018 году

Карьеры киноактрисы у Маккензи началась в возрасте 12 лет, когда она появилась в кинокарьере «Существование» вместе со своим братом Питером. В 2014 году появилась в телефильме «Согласие: История Луизы Николас», а также фильме Питера Джексона «Хоббит: Битва пяти воинств», где исполнила роль Астриды.

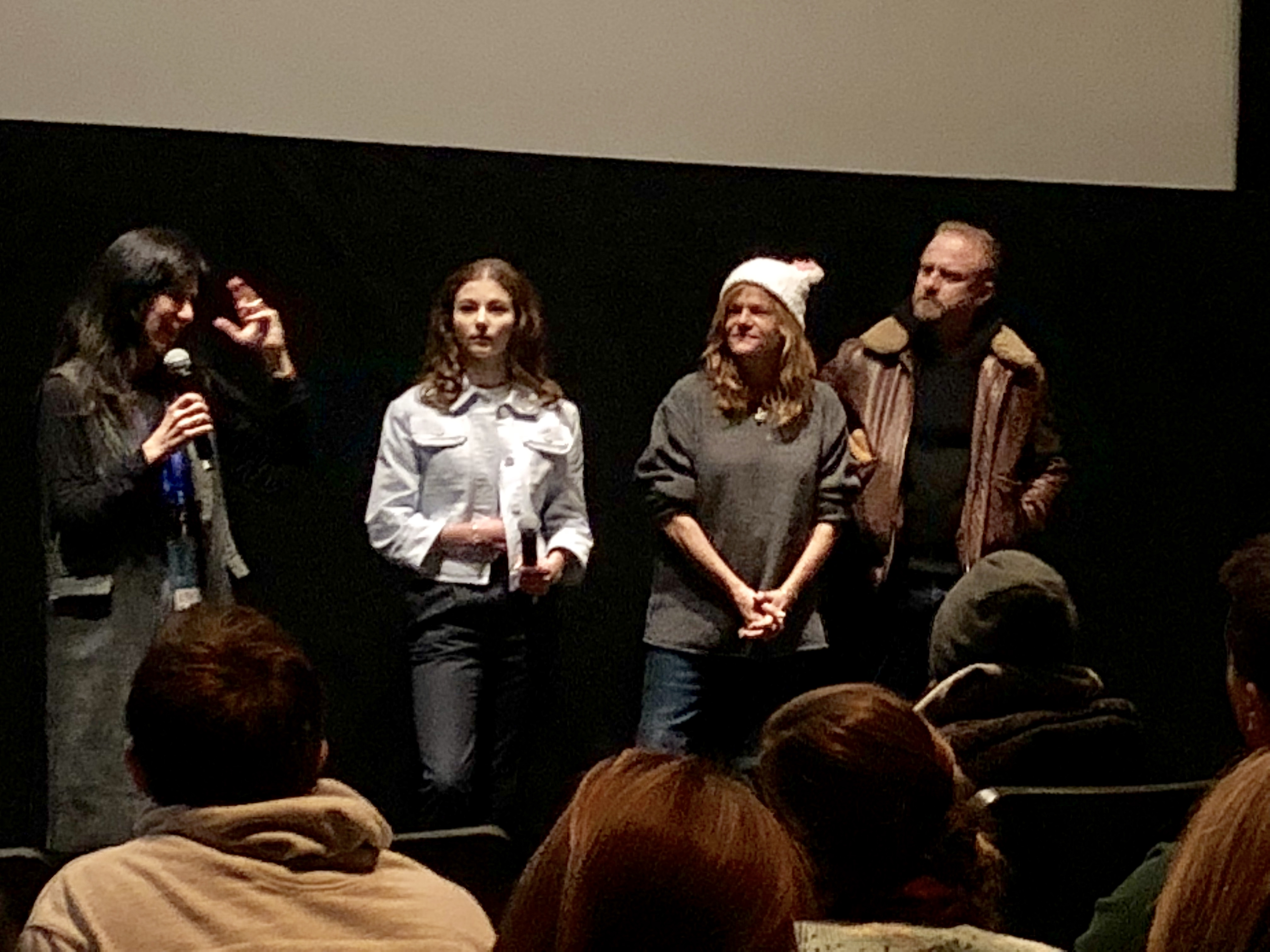
Маккензи на премьере фильма «Не оставляй следов». 2018 год.

С 2015 года начала активно появляться на телеэкранах Новой Зеландии благодаря участию в мыльной опере «Шортланд-стрит». В 2016 году исполнила главную роль в веб-сериале «Люси Льюис не может проиграть». В 2017 году исполнила роль в адаптации романа «Заклинание». Самой заметной ролью в карьере актрисы стал фильм «Не оставляй следов» 2018 года выпуска, за которую актриса удостоилась премии национального совета по обзору за выдающееся выступление, а также множество похвалы от критиков и зрителей. Спустя год появилась в фильм Король Англии с Тимоти Шаламе, где она исполнила роль королевы Филиппы Английской. В том же году актриса появилась в фильмах «Подлинная история банды Келли» и «Кролик Джоджо»; за последний она получила премию премию «Молодой актёр» в категории «лучший актёрский состав», а также множество номинаций. В 2021 году появилась во множестве успешных кинолент «Время», «Власть пса», «Правосудие Банни Кинг» и «Прошлой ночью в Сохо». За последнюю из перечисленных она получила несколько номинаций, а также премию «BloodGuts UK Horror Awards» в категории «лучшая актриса». В этом же году было объявлено об участии актрисы в фильме «Perfect» режиссёра Оливии Уайльд. В 2022 году было объявлено, что Маккензи исполнит роль в мультсериале «Gossamer», основанном на романе «The Giver».
В 2023 году исполнила главную роль в фильме Айлин вместе с Энн Хэтэуэй, основанном на одноимённом романе, за что получила похвалу от критиков и зрителей как за «хорошо сочетаемый дуэт». В том же году исполнила главную роль в комедийном мини-сериале «Абсолютно всё в порядке». В 2023 года было объявлено, что Маккензи в будущем появится в фильме «Счастье», сценаристом которого выступит Джек Торн, исторической комедии «Fackham Hall», анимационно-игровом фильме «Я, Объект», а также психологическом хорроре «Self-Portrait» совместно с Зои Кравиц.

## Фильмография
| Год       |     | Русское название                  | Оригинальное название                     | Роль                    |
| --------- | --- | --------------------------------- | ----------------------------------------- | ----------------------- |
| 2012      | ф   | Существование                     | Existence                                 | Скрепс                  |
| 2014      | тф  | Согласие: История Луизы Николас   | Consent: The Louise Nicholas Story        | юная Луиза Николас      |
| 2014      | кор | Далеко-позади                     | A Long Beside                             | Кейт                    |
| 2014      | ф   | Хоббит: Битва пяти воинств        | The Hobbit: The Battle of the Five Armies | Астрид                  |
| 2015—2020 | с   | Шортланд-стрит                    | Shortland Street                          | Пикси Ханна             |
| 2015      | кор | Игра парня                        | The Boyfriend Game                        | Эдит                    |
| 2015      | вс  | Конец учёбы                       | End of Term                               | Аннабель                |
| 2016      | с   | Летняя ночь                       | Bright Summer Night                       | Петра Куинз             |
| 2016—2017 | вс  | Люси Льюис не может проиграть     | Lucy Lewis Can't Lose                     | Люси Льюис              |
| 2016      | тф  | Джин                              | Jean                                      | юная Джин               |
| 2017      | с   | Тупик                             | The Cul De Sac                            | Уилла                   |
| 2017      | ф   | Заклинание                        | The Changeover                            | Роуз Китон              |
| 2018      | ф   | Не оставляй следов                | Leave No Trace                            | Том                     |
| 2018      | мс  | Мальчик с американских горок Нори | Nori Roller Coaster Boy                   | Нори                    |
| 2019      | ф   | Король Англии                     | The King                                  | Филиппа Английская      |
| 2019      | ф   | Кролик Джоджо                     | Jojo Rabbit                               | Эльза                   |
| 2019      | ф   | Подлинная история банды Келли     | True History of the Kelly Gang            | Мэри                    |
| 2020      | ф   | Пропавшие девушки                 | Lost Girls                                | Шерри Гилберт           |
| 2021      | ф   | Правосудие Банни Кинг             | The Justice of Bunny King                 | Тони                    |
| 2021      | ф   | Время                             | Old                                       | 16-летняя Мэддокс Каппа |
| 2021      | ф   | Власть пса                        | The Power of the Dog                      | Лола                    |
| 2021      | ф   | Прошлой ночью в Сохо              | Last Night in Soho                        | Элоиза «Элли» Тёрнер    |
| 2022      | с   | Жизнь после жизни                 | Life After Life                           | Урсула                  |
| 2023      | ф   | Айлин                             | Eileen                                    | Айлин Данлоп            |
| 2023      | с   | Абсолютно всё в порядке           | Totally Completely Fine                   | Вивиан Каннингем        |
| 2023      | кор | Чем Я могу помочь                 | How Can I Help You                        | Нина                    |
| 2023      | мс  | Пантеон                           | Pantheon                                  | Мист (озвучка)          |
|           | мс  |                                   | Gossamer                                  |                         |
| 2024      | ф   | Джой                              | Joy                                       | Джин Парди              |
|           | ф   | Анна Ли                           | Ann Lee                                   |                         |
|           | ф   |                                   | Fackham Hall                              |                         |
|           | ф   | Невероятный мир волшебных игрушек | I, Object                                 |                         |
|           | ф   |                                   | Self-Portrait                             | Лу Рил                  |
|           | ф   |                                   | Perfect                                   | Керри Страг             |